# Риби таралеж
Рибите таралеж (Diodontidae) са семейство костни риби. Видовете от това семейство не са големи на размер и достигат до 4 – 5 kg. Уникалното при тях са отровните бодли и кълбовидната форма. В природата те имат много естествени врагове включително акулите. При самозащита се издуват и изкарват отровните си бодли, с които могат да убият врага. Имат приблизателно 200 – 300 игли. Най-често биват изяждани от октоподи, мурени, акули и други.

## Видове
- Род Allomycterus
  - Deepwater burrfish, Allomycterus pilatus Whitley, 1931
  - Allomycterus whiteleyi Phillipps, 1932
- Род Chilomycterus (Burrfishes, Spiny Boxfishes)
  - Pacific burrfish, Chilomycterus affinis Gu:nther, 1870
  - Bridled burrfish, Chilomycterus antennatus (Cuvier, 1816)
  - Web burrfish, Chilomycterus antillarum Jordan & Rutter, 1897
  - Spotted burrfish, Chilomycterus atringa (Linnaeus, 1758)
  - Chilomycterus geometricus (Bloch & Schneider, 1801)
  - Spotfin burrfish, Chilomycterus reticulatus (Linnaeus, 1758)
  - Striped burrfish, Chilomycterus schoepfii (Walbaum, 1792)
  - Guinean burrfish, Chilomycterus spinosus mauretanicus (Le Danois, 1954)
  - Chilomycterus spinosus spinosus (Linnaeus, 1758)Chilomycterus geometricus
- Род Cyclichthys (Swelltoads)
  - Hardenburg's burrfish, Cyclichthys hardenbergi (de Beaufort, 1939)
  - Birdbeak burrfish, Cyclichthys orbicularis (Bloch, 1785)
  - Spotbase burrfish, Cyclichthys spilostylus (Leis & Randall, 1982)
- Род Dicotylichthys
  - Three-barred porcupinefish, Dicotylichthys punctulatus Kaup, 1855
- Род Diodon (Porcupinefishes)
  - Pelagic porcupinefish, Diodon eydouxii Brisout de Barneville, 1846
  - Long-spine porcupinefish, Diodon holocanthus Linnaeus, 1758fish
  - Spot-fin porcupinefish, Diodon hystrix Linnaeus, 1758
  - Black-blotched porcupinefish, Diodon liturosus Shaw, 1804
  - Slender-spined porcupine fish, Diodon nicthemerus Cuvier, 1818
- Род Lophodiodon
  - Four-bar porcupinefish, Lophodiodon calori (Bianconi, 1854)
- Род Tragulichthys
  - Longspine burrfish, Tragulichthys jaculiferus (Cuvier, 1818)

## Хранене
Хранят се предимно с морски звезди и дребни риби.

## Местоживеене
В Япония, Китай и други азиатски страни тази риба е деликатес въпреки че консумацията ѝ е опасна и трябва да се разчита изцяло на познанията и уменията на специалист. Съществуват над 40 вида Риба Таралеж, като при всеки от тях отровата се съдържа в различни части на тялото.
В много курорти по света рибата се продава като сувенир – обикновено се предлагат само дребни видове.